# 三級反應
在化學中，三級反應（英語：third-order reaction），亦稱三次反應，是指反應級數為3的化學反應，或反應速率與所有反應物的總濃度三次方成正比。
一般而言，三級反應是罕見的，因為它們需要同時三體碰撞的化學物質。多數的三階反應都是有三個不同的反應物，而每個反應物的級數皆為1的組合。
三級反應有三種情況，一種是有三個反應物，而反應速率與所有三個反应物浓度的积的一次方成正比，另一種是有兩個反應物，應速率與其中一個反應物浓度的二次方和另外兩個反應物物浓度的积的一次方的乘積成正比，最後一種是指有一種反應物，且反应速率与某一反应物浓度的三次方成正比。對於後一種情況下，假設單反應實體的是3的化學計量係數，然後重新排列的速率方程由下式給出這個算式:
{\displaystyle \int {\frac {dX}{([A]_{0}-3X)^{2}}}=-k\int dt}
三级反应比较少见，基本上只存在于某些在气相和溶液中发生的反应中。一氧化氮被氧气氧化为二氧化氮的反应是三级反应的一个例子。对三级反应速率方程的分析请参见常用的反应速率方程式和三级反应。

## 性質
假設反應速率(rate)為R，反應物A的濃度為[A]，速率常數為k，其速率方程如下：
{\displaystyle R=k[A]^{3}}
由上式可知，二級反應的反應速率與反應物濃度的三次方成正比，即：
{\displaystyle -{\frac {d[A]}{dt}}=k[A]^{3}}
現將(3)式移項，整理如下：
{\displaystyle {\frac {d[A]}{[A]^{3}}}=-kdt}
兩邊同時積分，由0積至t，時間為0的時候，A的濃度寫成[A]0，得：
{\displaystyle \int _{[A_{0}]}^{[A]}{\frac {d[A]}{[A]^{3}}}=-k\int _{0}^{t}dt}
得{\displaystyle (-{\frac {1}{2[A]^{2}}})-(-{\frac {1}{2[A]_{0}^{2}}})=-kt}
移項後得:{\displaystyle {\frac {1}{2[A]^{2}}}={\frac {1}{2[A]_{0}^{2}}}+kt}
整理後得:{\displaystyle {\frac {1}{[A]^{2}}}={\frac {1}{[A]_{0}^{2}}}+2kt}
得到的式子就是濃度與時間的關係。
由所得式又可推導半生期(半衰期)：
{\displaystyle {\frac {1}{({\frac {[A]_{0}}{2}})^{2}}}={\frac {1}{[A]_{0}^{2}}}+2kt_{\frac {1}{2}}}
可得半生期（半衰期）
{\displaystyle t_{\frac {1}{2}}={\frac {3}{2k[A]_{0}^{2}}}}